# Echinogorgia flabellum
Echinogorgia flabellum is een zachte koraalsoort uit de familie Plexauridae. De koraalsoort komt uit het geslacht Echinogorgia. Echinogorgia flabellum werd in 1791 voor het eerst wetenschappelijk beschreven door Esper. 